# Harry Roselmack en immersion
Harry Roselmack en immersion (Louis Theroux's BBC Two specials) est un magazine d'information d'origine britannique diffusé le mardi en seconde partie de soirée sur TF1.

## Concept
Ce magazine est présenté par Harry Roselmack, qui a pour rôle de s'immerger dans chaque numéro dans un univers lié à l'actualité pour mener une enquête.

## Récompenses
En février 2010, le magazine reçoit le laurier « Information TV », prix remis par le Club Audiovisuel de Paris aux meilleurs productions en radio et télévision, pour Harry Roselmack, derrière les murs de la cité diffusé en novembre 2009 et réalisé par Gaël Leiblang.

## Liste des émissions
| N° | Date              | Titre                                                                       | Lieu de tournage                   |
| -- | ----------------- | --------------------------------------------------------------------------- | ---------------------------------- |
| 1  | 24 novembre 2009  | « Harry Roselmack derrière les murs de la cité »                            | Villiers-Le-Bel dans le Val-d'Oise |
| 2  | 13 avril 2010     | « Harry Roselmack avec les fondamentalistes musulmans »                     | Marseille                          |
| 3  | 11 mai 2010       | « Harry Roselmack avec les sans domicile fixe »                             | Paris                              |
| 4  | 21 septembre 2010 | « Harry Roselmack sur le théâtre afghan »                                   | Afghanistan                        |
| 5  | 25 janvier 2011   | « Harry Roselmack avec les résistants du monde paysan »                     | Ille-et-Vilaine (Bretagne)         |
| 6  | 17 mai 2011       | « Harry Roselmack et le plus vieux métier du monde »                        | Paris, Lyon, Genève                |
| 7  | 8 novembre 2011   | « Harry Roselmack en immersion à la maison d'arrêt de Muret »               | Muret                              |
| 8  | 21 février 2012   | « Harry Roselmack en immersion chez les Traders »                           | Paris, Londres                     |
| 9  | 26 juin 2012      | « Harry Roselmack en immersion auprès d'ouvriers et de chefs d'entreprise » | France, Chine, Hongrie             |
| 10 | 8 janvier 2013    | « Harry Roselmack en immersion chez les riches »                            | France                             |
| 11 | 2 avril 2013      | « Harry Roselmack en immersion dans les milieux libertins »                 | France                             |
| 12 | 6 janvier 2015    | « Harry Roselmack aux frontières de la vie »                                | France, Suisse                     |

## Audiences
| Numéro | Date              | Téléspectateurs | Parts de marché (sur les 4 ans et plus) | Classement des audiences de la soirée | Référence |
| ------ | ----------------- | --------------- | --------------------------------------- | ------------------------------------- | --------- |
| 1      | 24 novembre 2009  | 1 800 000       | 27.7 %                                  | -                                     | [ 15 ]    |
| 2      | 13 avril 2010     | 1 500 000       | 22.1 %                                  | 1re                                   | [ 16 ]    |
| 3      | 11 mai 2010       | 1 600 000       | 27.5 %                                  | -                                     | [ 17 ]    |
| 4      | 21 septembre 2010 | 1 300 000       | 21 %                                    | 1re                                   | [ 18 ]    |
| 5      | 25 janvier 2011   | 1 500 000       | 20 %                                    | -                                     | [ 19 ]    |
| 6      | 17 mai 2011       | 1 600 000       | 26 %                                    | 1re                                   | [ 20 ]    |
| 7      | 8 novembre 2011   | 1 500 000       | 22 %                                    | 1re                                   | [ 21 ]    |
| 8      | 21 février 2012   | 1 000 000       | 14,2 %                                  | -                                     | [ 22 ]    |
| 9      | 26 juin 2012      | 700 000         | 12,2 %                                  | -                                     | [ 23 ]    |
| 10     | 8 janvier 2013    | 1 400 000       | 20,8 %                                  | 1re                                   | [ 24 ]    |
| 11     | 2 avril 2013      | 1 200 000       | 19,7 %                                  | -                                     | [ 25 ]    |
| 12     | 6 janvier 2015    | 1 300 000       | 18,6 %                                  | 1re                                   | [ 26 ]    |